# Carrie de Swaan
Carrie Sophie de Swaan (Amsterdam, 17 aprile 1946 – Amsterdam, 30 gennaio 2010) è stata una regista e psicologa olandese. È nota per la sua attività di documentarista

## Biografia
Era figlia di Meik de Swaan e della femminista Henny de Swaan-Roos. Suo fratello Abram de Swaan è sociologo. 
In un primo momento intraprese la carriera di psicologia, studiando presso l'Università di Amsterdam. Lavorò tra l’altro con persone ricoverate nei centri di crisi. Dalle sue esperienze nacque nel 1976 il libretto Wie het weet mag het zeggen, pubblicato da Uitgeverij Boom.
Nel 1977, come docente di educazione alla salute, fu tra i firmatari di una lettera aperta per integrare la Wet bijzondere opnemingen in psychiatrische ziekenhuizen (BOPZ). Poco dopo firmò anche una petizione contro l'elettroshock come supporto terapeutico nei pazienti psichiatrici. Nei primi anni ottanta condusse ricerche sul campo per alcuni articoli sulla Haagse Post, sottoponendosi a trattamenti che lei stessa descrisse come "ideologie del corpo" e "industria della felicità". 
Nel 1982 fu una delle curatrici di un volume della fotografa Eva Besnyö, pubblicato dalla casa editrice femminista Sara. Nel 1983 fece parte, insieme tra gli altri a Ireen van Ditshuyzen e Saskia van Schaik, del team di presentazione del programma televisivo Tijdverschijnselen di Ad 's-Gravesande. Nel 1985 si orientò maggiormente verso il giornalismo, scrivendo vari articoli su Messico e Politica e cinema per il NRC Handelsblad, tra cui un’intervista del 1986 a Johan van der Keuken, per poi proseguire con una serie di articoli su (le donne in) Giappone.
Nel 1988 realizzò il documentario Kwartslag sul fotografo Dolf Kruger (per la televisione) e una serie di programmi radiofonici intitolata Het voordeel van de twijfel sul pianista jazz Loek Dikker, nonché su Nosh van der Lely (tecnica del suono e moglie di Johan van der Keuken) e Josepha Mendels. Nel 1991 andò in onda un suo documentario sulla fotografa Emmy Andriesse (amica di sua madre). Il film fu proiettato nell'ambito delle Giornate del Cinema Olandese. Nel 1994 la VPRO trasmise il suo documentario Muziek is mijn adem... sulla cantante Cathy Berberian. Tra il 2009 e il 2010 stava lavorando a un (secondo) documentario su Willem Breuker, appassionato come lei della musica di Kurt Weill, e sul suo collettivo, quando una malattia la colpì.
Altri suoi lavori di rilievo sono: Julius Eastman: Crazy nigger (una registrazione di un concerto per sei pianoforti), Sporen op het wad e Ceramics sull'artista Alexandra Engelfriet, e ritratti su Gisela May (Every song tells a story) e Benno Premsela (con musica di Willem Breuker).
Venne sepolta al Zorgvlied. Sulla sua tomba si trova una lapide progettata da Alexandra Engelfriet.